# Aragón SAT
Aragón SAT fue un canal de televisión por suscripción español. Es gestionado por la Corporación Aragonesa de Radio y Televisión para la emisión en Europa de los contenidos de la Televisión Autonómica de Aragón. Inició sus emisiones en mayo de 2007 a través de los satélites Astra e Hispasat. El 31 de marzo de 2010 cesó su señal.
El canal nació con el objetivo de acercar la televisión autonómica a los aragoneses residentes en el exterior (tanto en España como en Europa), así como el de difundir y mostrar al resto del continente la cultura, tradición y patrimonio de la comunidad autónoma. Aragón SAT fue el escaparate perfecto para dar a conocer todo lo relativo a la Exposición Internacional de Zaragoza (2008), evento que contó con un despliegue sin precedentes por parte de la cadena.
La parrilla del canal estaba compuesta por los contenidos de producción propia del canal matriz, Aragón TV. En julio de 2009, al igual que su canal hermano, la cadena migró su continuidad al formato 16:9. 
Tras casi tres años de emisión a través de Astra e Hispasat,  a mediados de marzo de 2010 la Corporación Aragonesa de Radio y Televisión anunció que a finales de mes Aragón SAT cesaría sus emisiones en ambos satélites, apostando desde entonces por las emisiones a través de internet. La emisión de los contenidos de Aragón TV  para residentes en el exterior quedó disponible desde ese instante vía internet a través de la web de la cadena, ofreciendo esta únicamente los espacios de producción propia e insertando un bucle cuando se encontraban en emisión contenidos con derechos solo disponibles para Aragón.
El 8 de septiembre de 2015, fruto del acuerdo alcanzado con Movistar+, los contenidos de Aragón TV volvían a estar de nuevo disponibles a través del satélite y formando parte de la oferta de canales autonómicos de Movistar+ (dial 155). La nueva versión fue rebautizada como Aragón TV INT (Aragón Internacional).